# Ӕ
Ae (Ӕ ӕ, chữ nghiêng: Ӕ ӕ) là một chữ cái trong bảng chữ cái Kirin, được sử dụng riêng trong tiếng Ossetia để biểu thị cho âm /æ/. Phiên âm ISO 9 của nó là ⟨æ⟩ nhưng một số trình chuyển ngữ có thể chuyển nó thành ⟨ä⟩. Nó trông giống hệt chữ Æ (Æ æ Æ æ) trong bảng chữ cái Latinh.

## Lịch sử
Chữ cái này lần đầu tiên được sử dụng trong bảng chữ cái Kirin của Anders Johan Sjögren vào năm 1844 và xuất hiện đầu tiên trong tiểu thuyết và sách thơ xuất bản vào đầu thế kỷ 20. Nó được giữ nguyên trong quá trình chuyển sang bảng chữ cái Latinh và chuyển đổi sang bảng chữ cái Kirin. Đây là một trong những chữ cái phổ biến nhất trong tiếng Ossetia.
Chữ cái này cũng được tìm thấy trong bảng chữ cái tiếng Lezgi năm 1871 và 1911, bảng chữ cái tiếng Dargin năm 1892 và bảng chữ cái tiếng Tabasaran năm 1875.

## Mã máy tính
| Kí tự               | Ӕ                              | Ӕ                              | ӕ                            | ӕ                            |
| ------------------- | ------------------------------ | ------------------------------ | ---------------------------- | ---------------------------- |
| Tên Unicode         | CYRILLIC CAPITAL LIGATURE A IE | CYRILLIC CAPITAL LIGATURE A IE | CYRILLIC SMALL LIGATURE A IE | CYRILLIC SMALL LIGATURE A IE |
| Mã hóa ký tự        | decimal                        | hex                            | decimal                      | hex                          |
| Unicode             | 1236                           | U+04D4                         | 1237                         | U+04D5                       |
| UTF-8               | 211 148                        | D3 94                          | 211 149                      | D3 95                        |
| Tham chiếu ký tự số | &#1236;                        | &#x4D4;                        | &#1237;                      | &#x4D5;                      |